# BSD-licentie
De BSD-licenties zijn een groep softwarelicenties voor opensourcesoftware. De naam komt van "Berkeley Software Distribution", software die zonder kosten werd gedistribueerd door de Universiteit van Californië - Berkeley. Deze licentie werd voor het eerst gebruikt voor BSD Unix-software (ook wel Berkeley Unix genoemd) uitgegeven in de jaren zeventig.
Later zijn er verschillende aanpassingen van deze licentie gemaakt die, enigszins verwarrend, ook met 'BSD' worden aangeduid. Het belangrijkste onderscheid tussen verschillende BSD-licenties is het al dan niet zijn opgenomen van de 'advertentieclausule' die verbiedt dat de naam van de auteur/rechthebbende wordt gebruikt in reclame-uitingen.
Een vergelijkbare licentie is de MIT-licentie, die enkel vereist dat een verklaring wordt opgenomen waarin alle aansprakelijkheid van de auteur voor schade, in welke vorm dan ook, wordt afgewezen.

## Licentievoorwaarden
De BSD-licenties zijn vrij eenvoudig en kort. De enige eisen die aan gebruikers wordt opgelegd, zijn dat ze de naam van de auteur en de licentie moeten vermelden als ze de software in hun eigen producten verwerken, en (bij de oorspronkelijke BSD-licentie) niet zonder toestemming de naam van de rechthebbenden/auteurs in advertentiemateriaal mogen gebruiken. Verder zijn alle gebruik en alle vormen van verder verspreiden zonder meer toegestaan. Dit maakt de licentie vooral geschikt voor mensen die hun software graag door veel mensen gebruikt zien worden en er geen problemen mee hebben dat anderen er geld mee kunnen verdienen. Onder andere de besturingssystemen FreeBSD en OpenBSD worden onder deze licentie verspreid. 
De tekst van de licentie zelf is in het publieke domein en kan daarom door iedereen gebruikt worden na het veranderen van de betreffende namen. Anderen, zoals de Apache Software Foundation, hebben hun eigen licentie gemaakt door de BSD-licentie aan te vullen met eigen voorwaarden. Apache eist bijvoorbeeld dat "Apache" niet deel uitmaakt van de naam van een product dat de Apache-software bevat.

### '4-clause BSD license' ("Original License")
De 4-clausule BSD licentie werd gebruikt in BSD en bevat een vierde clausule die niet gebruikt wordt in andere versies van de licentie, de advertentieclausule. Deze verplichtte elke gebruiker te vermelden door wie de software gemaakt is bij het reclamemaken.
```
Copyright (c) <year>, <copyright holder>
All rights reserved.

Redistribution and use in source and binary forms, with or without
modification, are permitted provided that the following conditions are met:
1. Redistributions of source code must retain the above copyright
   notice, this list of conditions and the following disclaimer.
2. Redistributions in binary form must reproduce the above copyright
   notice, this list of conditions and the following disclaimer in the
   documentation and/or other materials provided with the distribution.
3. All advertising materials mentioning features or use of this software
   must display the following acknowledgement:
   This product includes software developed by the <organization>.
4. Neither the name of the <organization> nor the
   names of its contributors may be used to endorse or promote products
   derived from this software without specific prior written permission.

THIS SOFTWARE IS PROVIDED BY <COPYRIGHT HOLDER> AS IS AND ANY
EXPRESS OR IMPLIED WARRANTIES, INCLUDING, BUT NOT LIMITED TO, THE IMPLIED
WARRANTIES OF MERCHANTABILITY AND FITNESS FOR A PARTICULAR PURPOSE ARE
DISCLAIMED. IN NO EVENT SHALL <COPYRIGHT HOLDER> BE LIABLE FOR ANY
DIRECT, INDIRECT, INCIDENTAL, SPECIAL, EXEMPLARY, OR CONSEQUENTIAL DAMAGES
(INCLUDING, BUT NOT LIMITED TO, PROCUREMENT OF SUBSTITUTE GOODS OR SERVICES;
LOSS OF USE, DATA, OR PROFITS; OR BUSINESS INTERRUPTION) HOWEVER CAUSED AND
ON ANY THEORY OF LIABILITY, WHETHER IN CONTRACT, STRICT LIABILITY, OR TORT
(INCLUDING NEGLIGENCE OR OTHERWISE) ARISING IN ANY WAY OUT OF THE USE OF THIS
SOFTWARE, EVEN IF ADVISED OF THE POSSIBILITY OF SUCH DAMAGE.
```

### '3-clause BSD license' ("New BSD License" of "Modified BSD License")
```
Copyright (c) 1998, Regents of the University of California
All rights reserved.
Redistribution and use in source and binary forms, with or without
modification, are permitted provided that the following conditions are met:

    * Redistributions of source code must retain the above copyright
      notice, this list of conditions and the following disclaimer.
    * Redistributions in binary form must reproduce the above copyright
      notice, this list of conditions and the following disclaimer in the
      documentation and/or other materials provided with the distribution.
    * Neither the name of the University of California, Berkeley nor the
      names of its contributors may be used to endorse or promote products
      derived from this software without specific prior written permission.

THIS SOFTWARE IS PROVIDED BY THE REGENTS AND CONTRIBUTORS "AS IS" AND ANY
EXPRESS OR IMPLIED WARRANTIES, INCLUDING, BUT NOT LIMITED TO, THE IMPLIED
WARRANTIES OF MERCHANTABILITY AND FITNESS FOR A PARTICULAR PURPOSE ARE
DISCLAIMED. IN NO EVENT SHALL THE REGENTS AND CONTRIBUTORS BE LIABLE FOR ANY
DIRECT, INDIRECT, INCIDENTAL, SPECIAL, EXEMPLARY, OR CONSEQUENTIAL DAMAGES
(INCLUDING, BUT NOT LIMITED TO, PROCUREMENT OF SUBSTITUTE GOODS OR SERVICES;
LOSS OF USE, DATA, OR PROFITS; OR BUSINESS INTERRUPTION) HOWEVER CAUSED AND
ON ANY THEORY OF LIABILITY, WHETHER IN CONTRACT, STRICT LIABILITY, OR TORT
(INCLUDING NEGLIGENCE OR OTHERWISE) ARISING IN ANY WAY OUT OF THE USE OF THIS
SOFTWARE, EVEN IF ADVISED OF THE POSSIBILITY OF SUCH DAMAGE.
```

### '2-clause license' ("Simplified BSD License" or "FreeBSD License")
De 2-clausule BSD licentie is hetzelfde als de 3-clausule versie, alleen de reclameclausule is verwijderd. Deze verbood het gebruik van de namen van de auteurs. Deze licentie is bekend door het gebruik in FreeBSD, een vrije versie van het besturingssysteem BSD. Een vergelijkbare versie van de licentie wordt ook gebruikt in NetBSD. De 2-clausule BSD licentie lijkt veel op de ISC-licentie.
```
Copyright (c) 
<
year
>
, 
<
copyright holder
>

Redistribution and use in source and binary forms, with or without
modification, are permitted provided that the following conditions are met:

1. Redistributions of source code must retain the above copyright notice, this
   list of conditions and the following disclaimer.
2. Redistributions in binary form must reproduce the above copyright notice,
   this list of conditions and the following disclaimer in the documentation
   and/or other materials provided with the distribution.

THIS SOFTWARE IS PROVIDED BY THE COPYRIGHT HOLDERS AND CONTRIBUTORS "AS IS" AND
ANY EXPRESS OR IMPLIED WARRANTIES, INCLUDING, BUT NOT LIMITED TO, THE IMPLIED
WARRANTIES OF MERCHANTABILITY AND FITNESS FOR A PARTICULAR PURPOSE ARE
DISCLAIMED. IN NO EVENT SHALL THE COPYRIGHT OWNER OR CONTRIBUTORS BE LIABLE FOR
ANY DIRECT, INDIRECT, INCIDENTAL, SPECIAL, EXEMPLARY, OR CONSEQUENTIAL DAMAGES
(INCLUDING, BUT NOT LIMITED TO, PROCUREMENT OF SUBSTITUTE GOODS OR SERVICES;
LOSS OF USE, DATA, OR PROFITS; OR BUSINESS INTERRUPTION) HOWEVER CAUSED AND
ON ANY THEORY OF LIABILITY, WHETHER IN CONTRACT, STRICT LIABILITY, OR TORT
(INCLUDING NEGLIGENCE OR OTHERWISE) ARISING IN ANY WAY OUT OF THE USE OF THIS
SOFTWARE, EVEN IF ADVISED OF THE POSSIBILITY OF SUCH DAMAGE.
```